# Piotr Gawrysiak
Piotr Tadeusz Gawrysiak (ur. 28 października 1974) – polski informatyk i bibliolog specjalizujący się w systemach informacyjnych, sztucznej inteligencji, przetwarzaniu języka naturalnego, wyszukiwaniu informacji i systemach mobilnych.

## Życiorys

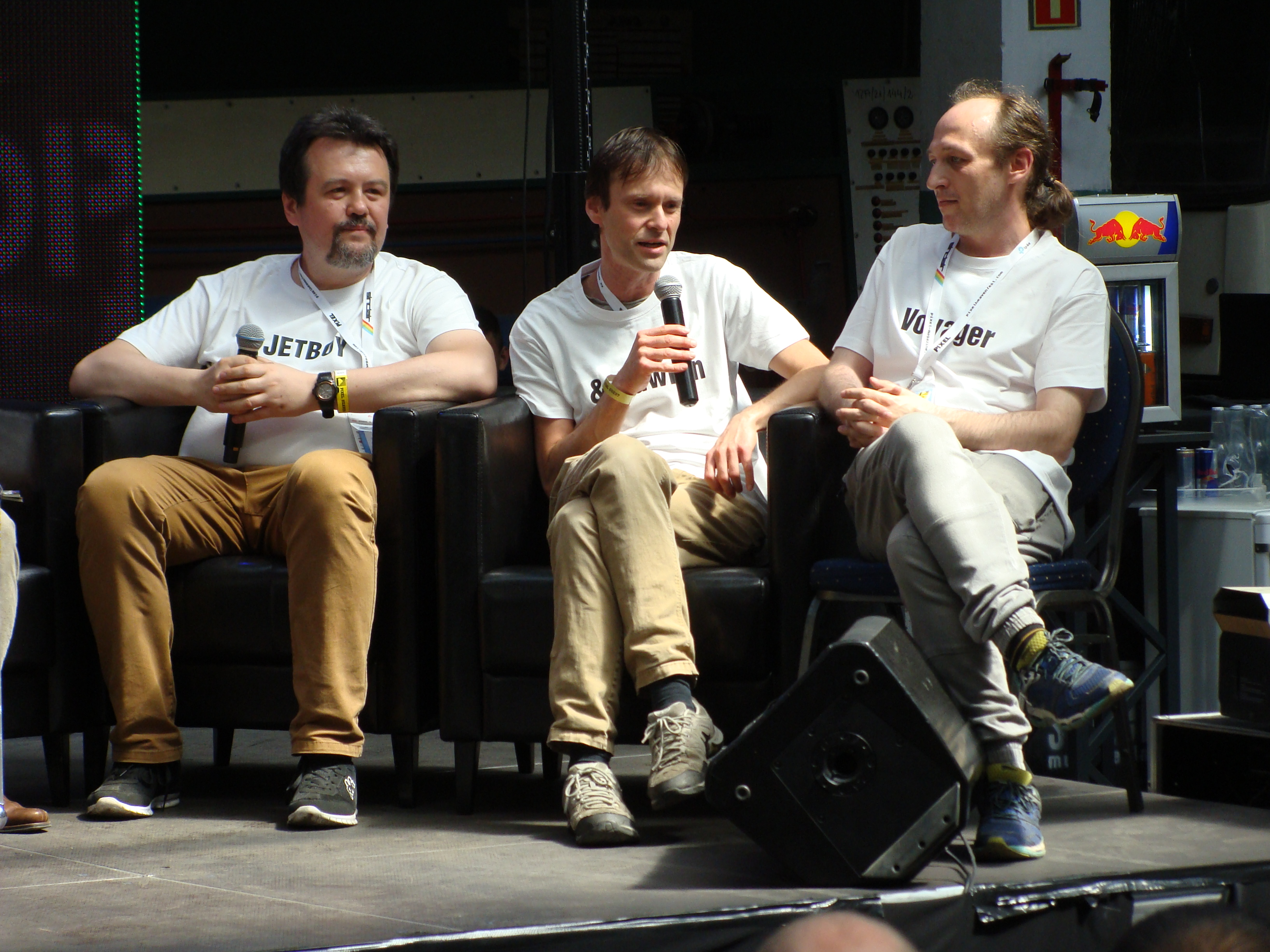
Piotr Gawrysiak (w środku) na festiwalu „Pixel Heaven” w Warszawie, 27 maja 2017

Absolwent II Liceum Ogólnokształcącego im. Stefana Batorego w Warszawie (matura 1993). W latach 90. XX wieku był stałym współpracownikiem zespołu redakcyjnego czasopisma o grach komputerowych Top Secret. Publikował w nim artykuły pod pseudonimem „Gawron”.
W 1998 ukończył studia na Wydziale Elektroniki i Technik Informacyjnych Politechniki Warszawskiej, a w 2001 na Wydziale Zarządzania Uniwersytetu Warszawskiego. Następnie uzyskał stopień doktora nauk technicznych w zakresie informatyki. Tematem jego rozprawy doktorskiej była Automatyczna kategoryzacja dokumentów, a promotorem Henryk Rybiński. W 2010 uzyskał, na podstawie rozprawy Cyfrowa rewolucja. Rozwój cywilizacji informacyjnej, stopień doktora habilitowanego nauk humanistycznych w zakresie bibliologii.
Pracował jako konsultant w dziedzinie ICT, prowadził projekty dla przemysłu i organizacji międzynarodowych, w tym ONZ i Banku Światowego, w Polsce i za granicą. Następnie pracował jako adiunkt w Instytucie Informatyki Politechniki Warszawskiej oraz wykładowca na Wydziale Historycznym Uniwersytetu Warszawskiego.
Piotr Gawrysiak zajmuje się zagadnieniami przetwarzania i przeszukiwania dokumentów w języku naturalnym oraz sieci internet, mobilnych technologii IT, odkrywania i zarządzania wiedzą oraz sztucznej inteligencji. Interesuje się też związkami techniki z procesami społecznymi i kulturowymi.
27 października 2015 Rada Wydziału Elektroniki i Technik Informacyjnych Politechniki Warszawskiej nadała dr hab. Piotrowi Gawrysiakowi stopień naukowy doktora habilitowanego w dziedzinie nauk technicznych w dyscyplinie naukowej Informatyka za cykl publikacji Metody semantycznego przetwarzania i wizualizacji informacji. Pierwszy stopień naukowy doktora habilitowanego otrzymał w dziedzinie nauk humanistycznych.

## Wybrane publikacje
- VRML – wirtualna rzeczywistość w Internecie (1996, ISBN 83-7158-035-5)
- Biblia komputerowego gracza (1998, współautor, ISBN 83-207-1606-3)
- Cyfrowa rewolucja: rozwój cywilizacji informacyjnej (2008, ISBN 978-83-01-15607-7)
- Klasyfikacja: narzędzie zarządzania i wyszukiwania informacji (2009, ISBN 978-83-925759-0-0)